# 尻餅 (落語)
『尻餅』（しりもち）は古典落語の演目。原話は、享和2年（1802年）に出版された笑話本『臍くり金』にみえる。
上方落語で先に成立したとされ、作中に出てくる「餅つき唄」に「梅は岡本、桜は吉野、紀州みかんに丹波栗」と上方の地名ばかりが出ることがその傍証とされる。
年末に餅つきをするお金がない家庭で、餅をついているように見せかける夫婦のやり取りを描く。その内容から、年末に演じられることが多いとされる。餅をつく音は、握った右手の甲の側（指の根元から下）を、左手の掌につける形で叩いて出す。
主な演者に東京の8代目三笑亭可楽や桂歌丸、上方の5代目笑福亭松鶴・6代目笑福亭松鶴などがいる。5代目松鶴の口演について正岡容は『寄席歳時記』の中で「十八番」と述べている。

## あらすじ
八五郎の家では、大晦日だというのに夫婦喧嘩をしている。
隣近所では餅つきの音もにぎやかに、正月の支度を整えているのに、八の家では貧乏所帯ゆえにその準備ができないのだ。
「長屋の手前、餅つきの音だけでも聞かせてほしいんだよ」
「って言われてもなぁ…。ん？」
自棄になった八公の頭に、とんでもない案がひらめいた。
「何とかしてやろうじゃないの。その代わり…何をやっても文句を言うなよ…?」
いよいよ夜がやってきた。八公は子供が寝たのを見計らい、そっと外に出て、聞こえよがしに大声で…。
「ォホン。『えー、餅屋でございます。八五郎さんのお宅は…ここですな！』」
芝居の効果音よろしく、餅屋が来たところから餅をつく場面にいたるまで、あらゆる場面を【音】だけで再現しようというのだ。
「家に上がってこの屋の主だ。『オー、餅屋さん、ご苦労様』。餅屋に戻って『ご祝儀ですか。えー、親方、毎度ありがとうございます』…」
子供にお世辞を言ったりする場面まで、一人二役で大奮闘。
「餅屋になって『そろそろお餅をつきますので』…おっかあ、臼を出せ」
「そんなもの無いわよ」
「お前のお尻だよ。お尻を出せ！」
かみさんのお尻を引っぱたけば、ペタペタ音がして餅をついている様に聞こえる…それが八五郎のアイディアなのだ。
「餅屋になって、『臼をここへ据えて…始めます』…白いお尻だな」
「何を言ってるんだい!?」
いやがるかみさんに着物をまくらせ、手に水をつけて尻をペッタン、ペッタン…。
「コラショ、ヨイショ…そらヨイヨイヨイ！　アラヨ、コラヨ…」
そのうち、かみさんの尻は真っ赤になった。
「『そろそろつき上がりですね。じゃあ、こっちに空けますね』…餅を代えたつもり、と。次は二うす目だ」
たまりかねた女房が、「餠屋さん、あと幾臼あるの？」
「『へぇ。後、ふた臼位でしょうか』」
「おまえさん、餠屋さんに頼んで、あとの二臼はおこわにしてもらっとくれ」

## バリエーション
上方では、「おこわにしとくれ」という落ちが「白蒸（しろむし）で…」となっている。白蒸は、もち米を蒸してまだ搗いていない状態のもので、叩くことを拒絶するニュアンスはより明快である。
8代目可楽はこの前に、やはり大晦日を題材とした『掛取万歳』の前半部を付け、この夫婦の貧乏と能天気を強調しておくやり方を取っていた。